# جون بلاك (لاعب كرة قدم)
جون بلاك (بالإنجليزية: John Black)‏ (1 يناير 1957 في المملكة المتحدة - ) هو لاعب كرة قدم إسكتلندي في مركز جناح ‏. لعب مع برادفورد سيتي ووولفرهامبتون واندررز ونادي سكاربورو ونادي هيرفورد.

## وصلات خارجية
- جون بلاك على موقع قاعدة بيانات كرة القدم.إي يو (الإنجليزية)